# Teraina

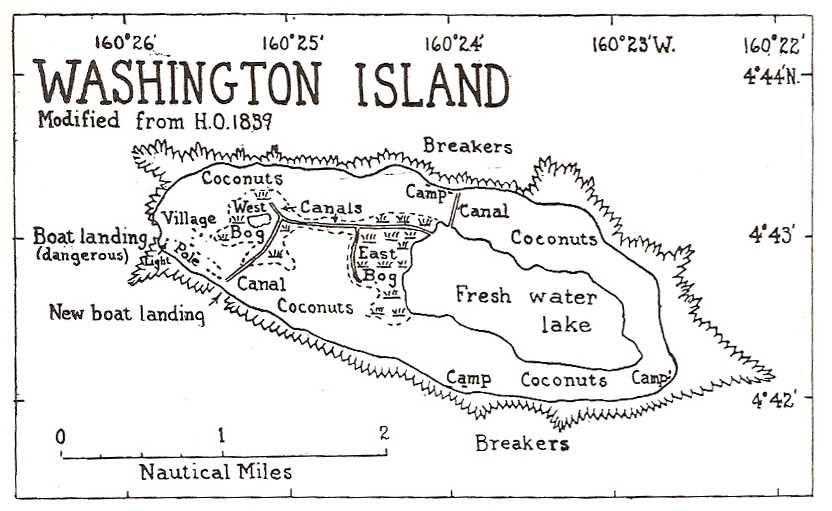
Historische Karte

Teraina oder Washington Island, in neuerer Schreibung auch Teeraina, ist ein polynesisches, zum Staat Kiribati gehörendes Atoll. Es ist Teil der im zentralen Pazifischen Ozean gelegenen Inselkette der Line Islands. In der Vergangenheit wurde Teraina neben Washington Island auch New York oder Prospect genannt.

## Geographie

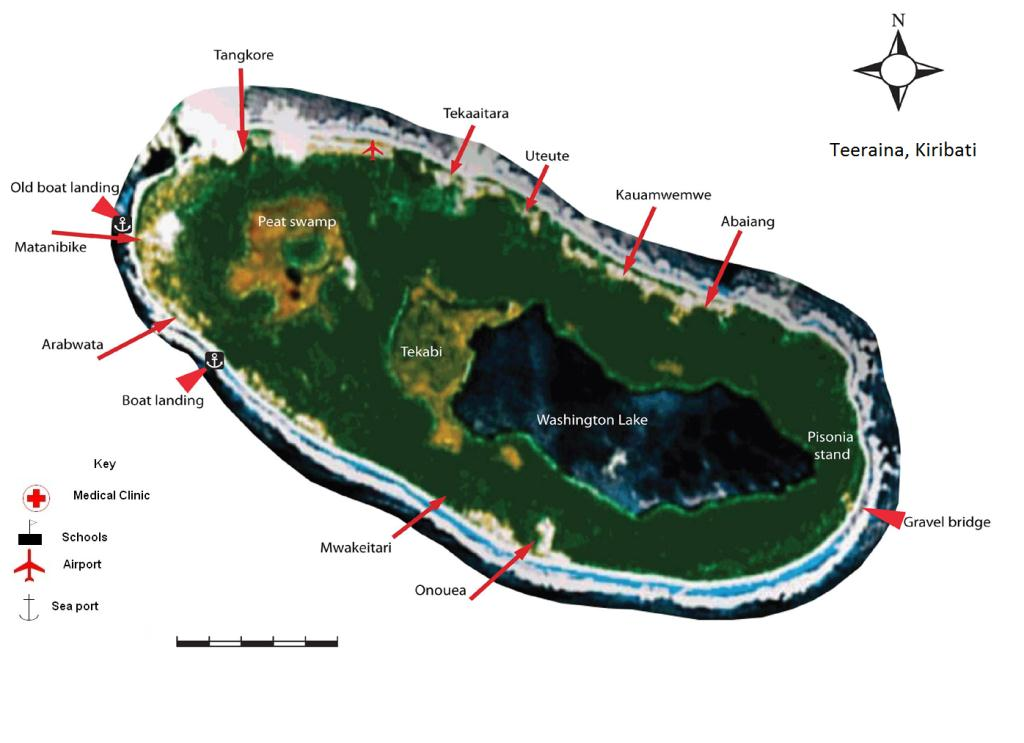
Satellitenkarte mit Dörfern

Das Atoll liegt etwa 520 km nördlich des Äquators, rund 140 km nordwestlich von Tabuaeran (Fanning Island) und 223 km südöstlich von Palmyra. Es handelt sich um ein sogenanntes gehobenes Atoll, bei welchem die Lagune zum Binnensee, hier speziell zu einem Süßwassersee, geworden ist, dem Washington Lake. Die 279 Hektar Seefläche gelten damit als Teil der Inselfläche. Teraina ist etwa 7 km lang und bis zu 3 km breit und weist dabei eine Fläche von 14,2 km² auf. Die sandige Insel ist fast vollständig von einem Korallenriff umgeben, das Anlanden mit Booten ist nur an der Westspitze in der Nähe des Hauptortes möglich und gilt als schwierig.
Auf der Insel leben annähernd 1900 Einwohner (Stand 2020), deren Haupteinkommensquelle die Produktion von Kopra ist. Sie verteilen sich auf neun Siedlungen.
Die einzelnen Siedlungen gegen den Uhrzeigersinn von Nordosten aus: 
| Dorf                  | Bevölkerung (Volkszählung) | Bevölkerung (Volkszählung) | Bevölkerung (Volkszählung) | Bevölkerung (Volkszählung) | Koordinaten            |
| --------------------- | -------------------------- | -------------------------- | -------------------------- | -------------------------- | ---------------------- |
| Dorf                  | 2005                       | 2010                       | 2015                       | 2020                       | Koordinaten            |
| Abaiang               | 91                         | 146 ▲                      | 145 ▼                      | 215 ▲                      | 4,6886° N, 160,3637° W |
| Kauamwemwe            | 106                        | 198 ▲                      | 244 ▲                      | 173 ▼                      | 4,69° N, 160,3701° W   |
| Uteute                | 72                         | 141 ▲                      | 104 ▼                      | 55 ▼                       | 4,6938° N, 160,3783° W |
| Kaaitara (Tekaitara)  | 34                         | - ▼                        | 51 ▲                       | 95 ▲                       | 4,6968° N, 160,3859° W |
| Tangkore              | 203                        | 410 ▲                      | 413 ▲                      | 582 ▲                      | 4,6976° N, 160,4031° W |
| Matanibike (Hauptort) | 191                        | 91 ▼                       | - ▼                        | 296 ▲                      | 4,6907° N, 160,4091° W |
| Arabata               | 190                        | 353 ▲                      | 342 ▼                      | 149 ▼                      | 4,6855° N, 160,4056° W |
| Mwakeitari            | 92                         | 177 ▲                      | 213 ▲                      | 221 ▲                      | 4,6734° N, 160,3841° W |
| Onauea                | 176                        | 174 ▼                      | 200 ▲                      | 107 ▼                      | 4,6704° N, 160,3769° W |
| Teraina gesamt        | 1155                       | 1690 ▲                     | 1712 ▲                     | 1893 ▲                     | 4,6833° N, 160,3778° W |

## Geschichte
Das Atoll wurde am 12. Juni 1798 vom US-amerikanischen Forscher Edmund Fanning (1769–1841) gesichtet, der sie nach dem ersten Präsidenten der USA, George Washington, benannte. Unter Berufung auf den 1856 verabschiedeten Guano Islands Act wurde Washington Island zwar von den Vereinigten Staaten beansprucht, jedoch nicht in Besitz genommen. Im Jahre 1889 wurde die tropische Insel vom Britischen Empire annektiert und 2016 der Kolonie Gilbert- und Elliceinseln zugeordnet. Seit 1979 gehört sie zum Inselstaat Kiribati und wird offiziell Teraina genannt.